# Йохан Гюнтер I (Шварцбург-Зондерсхаузен)
Йохан Гюнтер I фон Шварцбург-Зондерсхаузен (на немски: Johann Günther I von Schwarzburg-Sondershausen, Hans Günther; * 20 декември 1532 в Зондерсхаузен; † 28 октомври 1586 в Арнщат) е от 1552 г. регент на графство Шварцбург и от 1571 г. граф на Шварцбург-Зондерсхаузен. Той основава линията Шварцбург-Зондерсхаузен.
Той е син на граф Гюнтер XL фон Шварцбург (1499 – 1552), наричан „Богатия" или „този с мазната уста“, и съпругата му графиня Елизабет фон Изенбург-Бюдинген-Келстербах († 14 май 1572), дъщеря на граф Филип фон Изенбург-Бюдинген-Ронебург.
Известно време той живее в двора на курфюрст Мориц от Саксония и се бие с него против маркграф Албрехт фон Бранденбург-Кулмбах.
След смъртта на баща му през 1552 г. Йохан Гюнтер управлява графството първо заедно с братята си Гюнтер XLI (1529 – 1583, бездетен), Вилхелм I (1534 – 1597, бездетен) и Албрехт VII (1537 – 1605, има наследници). Той избира град Зондерсхаузен за своя резиденция, на която частта от земите получава името Шварцбург-Зондерсхаузен.
През 1571 г. братята решават за разделят графството си и Йохан Гюнтер получава управлението на Зондерсхаузен.

## Фамилия
Йохан Гюнтер I се жени на 16 февруари 1566 г. за Анна фон Олденбург (1539 – 1579), дъщеря на граф Антон I фон Делменхорст и Олденбург. Те имат децата:
- Урсула (1568)
- София Елизабет (1568 – 1621)
- Клара (1569 – 1639)
- Гюнтер XLII (1570 – 1643), граф на Шварцбург-Зондерсхаузен
- Антон Хайнрих (1571 – 1638), граф на Шварцбург-Зондерсхаузен
- Катарина (1572 – 1626), декан на манастир Херфорд
- Сабина (1573 – 1628)
- Анна (1574 – 1640)
- Мария (1576 – 1577)
- Йохан Гюнтер II (1577 – 1631), граф на Шварцбург-Зондерсхаузен
- Христиан Гюнтер I (1578 – 1642), граф на Шварцбург-Зондерсхаузен
- Доротея (1579 – 1639), ∞ 1604 херцог Александер фон Шлезвиг-Холщайн-Зондербург (1573 – 1627)